# Айтжанов, Аспандияр Аскарович
Аспандияр Аскарович Айтжанов (англ. Aspandiyar Aitzhanov; 17 декабря 1992, Талдыкорган, Казахстан) — казахстанский профессиональный баскетболист.
В 2012—2018 гг. выступал за команды ПБК «Капчагай», «ЦСКА» Алматы, «Тигры» Астана.
Призёр Кубка Республики Казахстан и призёр Национальной лиги Республики Казахстан
Многократный призёр и чемпион Высшей лиги Республики Казахстан по баскетболу.
Мастер спорта.